# 潘通提·欽那瓦
潘通提·欽那瓦（泰語：  ;皇家轉寫：Phanthongthae Chinnawat；1979年12月2日—），乳名：Oak（橡树），是泰国前总理達新·欽那瓦的独子。他在父親晉升總理職位前不久獲得了父親持有的信貸集團的大部分股份，因此成為了一位億萬富翁。

## 早年生活和教育
潘通提於1998年進入泰國著名大學——談法政大學工程系就讀，但僅讀了一年就退學了。2000年，他進入泰國政府的開放招生大學——蘭甘亨大學學習政治學。2002年8月，他因為被指控在考試中作弊而引起了媒體的關注。經過三周的大學調查後，發現Panthongtae是因為攜帶了與考試無關的筆記進入考場，所以被取消該科目的成績，但他並未犯有不當行為。最終，他於2003年獲得了政治學學士學位。

## 生涯
作为一名业余摄影师，潘通提於2003年創立了一家名為「How Come Entertainment」的製作公司（現在名為「Voice TV Co. Ltd.」）。在他的父親擔任總理期間，該公司被授予了曼谷地鐵等許多政府合同的獨家廣告合約。這引起了爭議，並引起了裙帶關係的指控，因為「How Come」是一家新公司，而地鐵的廣告特許權之前已經授予了長期存在的「Triad Networks Company」。
2006 年初，潘通提参与了他家族出售Shin Corporation股票給新加坡淡馬錫控股的交易。泰國證券交易委員會裁定，作為Ample Rich Investments的董事（Ample Rich Investments是一家在英屬維京群島成立的空殼公司，用於控制Shin股票），Panthongtae未能向監管機構正確通報他在Shin的持股情況和Shin股票的出售情況。這些交易發生在2000年、2001年和2002年。
泰國證券交易委員會的副主任Prasong Vinaiphiat表示：「這個案件不是很嚴重，因為潘通提確實通知了證交會，但他的報告並不完全正確。」他因違反《證券交易法》三項規定被罰款5,982萬泰銖（約合15萬美元）。
在2009年11月，潘通提的公司Voice TV（前身為How Come Entertainment）投入3億泰銖啟動了一個同名的數位電視台。